# Index Fungorum
Index Fungorum是一個免費的真菌學線上資料庫，由英國倫敦的基尤皇家植物園、紐西蘭的土地保护研究所與中國科學院微生物研究所等三個機構共同管理。Index Fungorum收錄真菌界的所有學名，其性質與收錄植物學名的資料庫國際植物名稱索引類似。Index Fungorum與MycoBank和Fungal Names為真菌命名委員會認可的三個真菌命名資料庫。